# Achlyogeton
Achlyogeton — рід грибів. Назва вперше опублікована 1859 року.

## Класифікація
До роду Achlyogeton відносять 6 видів:
- Achlyogeton entophytum
- Achlyogeton rostratum
- Achlyogeton rostratus
- Achlyogeton salinum
- Achlyogeton salinus
- Achlyogeton solatium